# Karol Kozłowski (duchowny)
Karol Kozłowski (ur. 26 czerwca 1900 w Wadowicach, zm. 10 września 1966 w Krakowie) – polski kapłan katolicki, doktor teologii, prałat.
W latach 1910–1918 uczył się w Gimnazjum w Wadowicach. Następnie uczęszczał do Wyższego Seminarium Duchownego Archidiecezji Krakowskiej oraz studiował na Wydziale Teologicznym UJ. 29 października 1922 w kaplicy Pałacu Arcybiskupów Krakowskich z rąk księcia kard. Adama Stefana Sapiehy przyjął święcenia kapłańskie.
W latach 1922–1924 odbywał studia w Rzymie, które uwieńczył doktoratem z teologii. Później przez rok był kapelanem księcia metropolity krakowskiego. Kolejny rok spędził na podróżach naukowych do Paryża i Strasburga. Po powrocie do Polski pracował jako lektor na UJ i prefekt krakowskiego seminarium. W 1929 objął funkcję wicerektora, którą pełnił dwa lata. Następnie przez osiem lat piastował funkcję ojca duchownego. 3 października 1939 został administratorem parafii św. Floriana w Krakowie. Był także przez okres II wojny światowej duszpasterzem na Kleparzu. Dodatkowo w listopadzie 1942 r. otrzymał nominację najpierw na egzaminatora prosynodalnego, a następnie członka Komisji Egzaminacyjnej do jurysdykcji kapłanów zakonnych.
W maju 1945 r. został rektorem Wyższego Seminarium Duchownego Archidiecezji Krakowskiej. Był przełożonym seminaryjnym kleryka Karola Wojtyły. Tytuł prałata otrzymał w 1946, a kanonikiem Kapituły Katedralnej na Wawelu w 1960, gdzie pełnił funkcję bibliotekarza i archiwariusza. Po rezygnacji z funkcji rektora seminarium krakowskiego w 1961 abp Eugeniusz Baziak mianował go kolejno: referentem Kurii Metropolitalnej w Krakowie, dyrektorem Archiwów Archidiecezjalnych w Krakowie, archidiecezjalnym duszpasterzem sanktuariów maryjnych archidiecezji krakowskiej. Przez całe życie był człowiekiem ogromnej pracy i czynu, aż do niespodziewanej śmierci. Zostawił wielki ślad w historii Kościoła krakowskiego. Nagle zaczął chorować na białaczkę i niedługo potem 10 września 1966 zmarł w Krakowie. Uroczystości pogrzebowe odbyły się w katedrze na Wawelu. Został pochowany na cmentarzu Rakowickim w Krakowie.
W książce  „Dar i Tajemnica” Jan Paweł II tak wspominał ks. Kozłowskiego:
Po wakacjach roku 1945, jako następca ks. Jana Piwowarczyka, został zamianowany rektorem wadowiczanin, ks. Karol Kozłowski, w okresie przedwojennym Ojciec Duchowny w Seminarium, w którym mu upłynęło prawie całe życie kapłańskie.